# Mummie - A spasso nel tempo
Mummie - A spasso nel tempo (Mummies) è un film d'animazione del 2023 diretto da Juan Jesús García Galocha.

## Trama
Nelle profondità della terra esiste una città delle mummie. La principessa Nefer deve sposare per obbligo un ex conducente di carri di nome Thut. Nessuno dei due vuole sposarsi ma i disegni degli dei dicono di evocare proprio il matrimonio.

## Distribuzione
Il film è stato distribuito nelle sale cinematografiche italiane a partire dal 23 febbraio 2023.